# زمینه جنگ ایران و اسرائیل
جنگ ایران و اسرائیل که در ۲۳ خرداد ۱۴۰۴ آغاز شد، ریشه در درگیری‌های نیابتی دو کشور از سال ۱۹۸۵ دارد. این درگیری‌ها شامل بررسی برنامه هسته‌ای ایران در دهه‌های ۱۹۸۰ و ۱۹۹۰، امضای توافق هسته‌ای برجام در سال ۲۰۱۵ و خروج یک‌جانبه دونالد ترامپ، رئیس‌جمهور وقت آمریکا، از این توافق در سال ۲۰۱۸ است. اسرائیل پیش‌تر با گروه‌های نیابتی ایران، از جمله حزب‌الله لبنان از جنگ ۱۹۸۲ لبنان، درگیری‌هایی داشته است.
در سال ۲۰۱۵، شش کشور توافق برجام را برای رفع تحریم‌های ایران و توقف برنامه هسته‌ای این کشور مذاکره کردند. در سال ۲۰۱۸، ترامپ به‌طور یک‌جانبه از برجام خارج شد و این توافق را باطل کرد. پس از آن، ایران شروع به انباشت اورانیوم غنی‌شده کرد و آژانس بین‌المللی انرژی اتمی (IAEA) توانایی نظارت بر تأسیسات هسته‌ای ایران را از دست داد.
در سال ۲۰۲۳، در جریان جنگ غزه، اسرائیل ضربه‌های سنگینی به حماس و حزب‌الله، دو گروه نیابتی ایران، و همچنین حوثی‌ها در یمن وارد کرد. این اقدامات به تضعیف بازدارندگی ایران و افزایش انزوای این کشور منجر شد. در ژوئن ۲۰۲۵، بنیامین نتانیاهو عملیات «شیر برخاسته» را اعلام کرد که تأسیسات اصلی غنی‌سازی ایران، دانشمندان هسته‌ای و فرماندهان نظامی این کشور و بخش‌هایی از برنامه موشکی ایران را هدف قرار داد.

## روابط ایران و اسرائیل
در دوران پهلوی، ایران یکی از اولین کشورهایی بود که اسرائیل را در سال ۱۳۲۸ به‌صورت دوفاکتو به رسمیت شناخت و روابط استراتژیک و دوستانه‌ای با آن برقرار کرد. این همکاری که بر پایه دکترین پیرامونی اسرائیل و اتحاد با کشورهای غیرعرب شکل گرفته بود، شامل همکاری‌های سیاسی، نظامی و اقتصادی بود و ایران به‌عنوان متحد استراتژیک اسرائیل در منطقه عمل می‌کرد.
روابط نزدیک ایران و اسرائیل پس از انقلاب ۱۳۵۷ به پایان رسید. این انقلاب، باعث جایگزینی دولت شاهنشاهی ایران که متمایل به غرب بود، با جمهوری اسلامی تحت رهبری سید روح‌الله خمینی شد. دکترین سیاست خارجی جمهوری اسلامی ایران شامل فراخوان برای نابودی اسرائیل به عنوان یک دولت یهودی است.  خمینی اشغال سرزمین‌های فلسطینی توسط اسرائیل را محکوم می‌کرد. از سال ۱۳۵۸، رهبران ایران به دو جناح تقسیم شده‌اند: محافظه‌کاران (یا اصول‌گرایان) و اصلاح‌طلبان. برخی از رهبران اصول‌گرا بارها خواستار نابودی اسرائیل شده‌اند و آن را حضور بیگانه و امپریالیستی در خاورمیانه خوانده‌اند. در مقابل، رهبران اصلاح‌طلب ایران بر ضرورت مصالحه با غرب تأکید داشته‌اند. رئیس‌جمهور کنونی ایران، مسعود پزشکیان، از جناح اصلاح‌طلب است. در سال ۱۳۶۱، هنگامی که اسرائیل به لبنان حمله کرد، ایران به تشکیل حزب‌الله برای مقابله با اشغال اسرائیل کمک کرد. تهران همواره از حقوق مردم فلسطین حمایت کرده و به گروه‌های شبه‌نظامی فلسطینی مانند حماس کمک رسانده است. این گروه‌ها به همراه چند گروه دیگر، محور مقاومت را تشکیل می‌دهند. ایران و اسرائیل مدت‌هاست که علیه یکدیگر جنگ نیابتی را دنبال می‌کنند.
اسرائیل برنامه هسته‌ای ایران را تهدیدی استراتژیک برای بقای خود می‌داند، هرچند خود دارای تسلیحات هسته‌ای است. اسرائیل استدلال می‌کند که در صورت غیر صلح‌آمیز شدن برنامه هسته‌ای ایران، حق اقدام نظامی علیه آن را دارد. در اواسط دههٔ ابتدایی ۲۰۰۰، آمریکا و اسرائیل در عملیات بازی‌های المپیک در تأسیسات هسته‌ای ایران خرابکاری‌هایی به وجود آوردند. ترور پنج دانشمند هسته‌ای ایران در تهران از سال ۱۳۸۹ معمولاً به اسرائیل نسبت داده می‌شود.

## برنامه هسته‌ای ایران
در سال ۱۳۹۴، ایران با برنامه جامع اقدام مشترک (برجام) موافقت کرد که توسط رئیس‌جمهور وقت آمریکا، باراک اوباما با شورای امنیت سازمان ملل و آلمان برای محدود کردن توسعه برنامه هسته‌ای صلح‌آمیز ایران به امضا رسید. در سال ۱۳۹۷، رئیس‌جمهور آمریکا دونالد ترامپ در دورهٔ اول ریاست‌جمهوری خود، مشارکت کشورش در این توافقنامه را به حالت تعلیق درآورده و تحریم‌های اقتصادی علیه ایران را از سر گرفت، علیرغم گزارش آژانس بین‌المللی انرژی اتمی که تأیید می‌کرد ایران به تعهدات خود پایبند بوده است. ایران در واکنش به خروج آمریکا از برجام، به تدریج غنی‌سازی اورانیوم خود را افزایش داد. در سال ۱۳۹۸، آمریکا سپهبد قاسم سلیمانی را ترور کرد؛ در پاسخ، ایران اعلام کرد که دیگر به محدودیت‌های غنی‌سازی برجام پایبند نخواهد بود و تا سال ۱۴۰۰، اورانیوم را تا خلوص ۶۰٪ غنی‌سازی کرد که نزدیک به اورانیوم مورد استفاده در تسلیحات هسته‌ای است.
در اردیبهشت ۱۴۰۴، آژانس بین‌المللی انرژی اتمی گزارش داد که ایران ۴۰۹ کیلوگرم اورانیوم با خلوص ۶۰٪ جمع‌آوری کرده است. یک روز قبل از حملات اسرائیل، آژانس برای نخستین بار در ۲۰ سال گذشته ایران را به عدم پایبندی به تعهدات هسته‌ای متهم کرد. در واکنش، ایران اعلام کرد که یک تأسیسات جدید غنی‌سازی هسته‌ای (سومین مورد) را تحت نظارت آژانس راه‌اندازی خواهد کرد.
تحلیلگران هشدار می‌دهند که این فعالیت‌ها بسیار فراتر از هر هدف غیرنظامی قابل باور است. برآوردها نشان می‌دهد که ایران می‌تواند اورانیوم با درجه تسلیحاتی کافی برای یک بمب هسته‌ای ظرف یک هفته تولید کند و ظرف یک ماه به اندازه کافی برای هفت بمب انباشت کند، که باعث ترس از کوتاه شدن چشمگیر زمان گریز هسته‌ای است. ایران تأکید دارد که به دنبال توسعهٔ سلاح هسته‌ای نیست و خامنه‌ای، رهبر ایران، فتوایی صادر کرده که سلاح‌های هسته‌ای را غیراخلاقی می‌داند. منابع غربی می‌گویند که ایران در دهه ۱۳۷۰ برنامه‌ای را به نام پروژه آماد برای ساخت سلاح هسته‌ای دنبال می‌کرد، اما ایران این موضوع را رد کرده است. بر اساس اطلاعات آمریکایی، ایران این برنامه را تا سال ۱۳۸۲ متوقف کرده است. طبق گزارش‌های آژانس و جامعه اطلاعاتی آمریکا، ایران از سال ۱۳۸۸ هیچ برنامه‌ای برای توسعه سلاح هسته‌ای دنبال نکرده است.

## درگیری مستقیم ایران و اسرائیل
پس از حملات ۷ اکتبر، اسرائیل با هدف تغییر توازن منطقه‌ای، محور مقاومت را هدف قرار داد و در درگیری‌های غزه و تهاجم ۲۰۲۴ به لبنان درگیر شد. حزب‌الله تلفات سنگینی متحمل شد و با مخالفت داخلی روبرو شد، حماس به شدت تضعیف شد و سوریه پس از سقوط رژیم اسد، روابط خود را با ایران قطع کرد. تا اواسط ۲۰۲۵، تنها حوثی‌ها و برخی از گروه‌های شبه‌نظامی عراقی، البته با توانایی‌های کاهش‌یافته، فعال باقی ماندند.
اگرچه ایران و اسرائیل مدت‌هاست که با یکدیگر درگیری نیابتی داشته‌اند، اما سال ۲۰۲۴ نخستین بار بود که هر دو به‌طور علنی و مستقیم به یکدیگر حمله کردند. در ۱۲ فروردین ۱۴۰۳، یک حمله هوایی اسرائیل به کنسولگری ایران در دمشق منجر به کشته شدن چندین افسر ایرانی شد. در پاسخ به این اقدام، ایران در فروردین ۱۴۰۳ به اسرائیل حمله کرد و اسرائیل در همان ماه به ایران حمله متقابل انجام داد. در تیر ۱۴۰۳، اسرائیل اسماعیل هنیه، رهبر حماس، را در تهران ترور کرد. در مهر ۱۴۰۳، ایران به اسرائیل حمله کرد و اسرائیل نیز به ایران حمله کرد.

## مذاکرات ۱۴۰۴ ایران و آمریکا
در اسفند ۱۴۰۳، مدیر اطلاعات ملی آمریکا، تولسی گابارد، گفت که آژانس‌های آمریکایی معتقدند «ایران در حال ساخت سلاح هسته‌ای نیست و علی خامنه‌ای، رهبر ایران، برنامه سلاح هسته‌ای را که در سال ۱۳۸۲ متوقف کرده بود، مجدداً از سر نگرفته است».
در فروردین ۱۴۰۴، رئیس‌جمهور آمریکا دونالد ترامپ از مذاکرات بین آمریکا و ایران در مورد برنامه هسته‌ای ایران خبر داد. کاخ سفید اعلام کرد که ایران دو ماه فرصت دارد تا به توافق برسد؛ این مهلت دوماهه یک روز قبل از حملات اسرائیل به پایان رسید.

## پیش‌زمینه‌های فوری و لحظه‌ای
در ۲۲ خرداد ۱۴۰۴، شبکه خبری اِی‌بی‌سی گزارش داد که اسرائیل در حال بررسی اقدام نظامی علیه ایران است. چند ساعت بعد، مقامات آمریکایی از طریق سی‌بی‌اس نیوز مطلع شدند که اسرائیل برای آغاز عملیات علیه ایران «کاملاً آماده» است. دولت ترامپ ظاهراً گزینه‌هایی را برای حمایت از اسرائیل بدون رهبری عملیات در نظر گرفته بوده است. روز بعد، سفارت آمریکا در اورشلیم حرکت کارکنان خود را محدود کرد، اگرچه مایک هاکبی، سفیر آمریکا در اسرائیل، گفت بعید است اسرائیل بدون تأیید دولت ترامپ به ایران حمله کند.
پیش از شروع حملات هوایی، اسرائیل به دولت ترامپ گفت که بدون اطلاع قبلی آمریکا حمله نخواهد کرد. رئیس‌جمهور آمریکا ترامپ در آستانه حملات با بنیامین نتانیاهو، نخست‌وزیر اسرائیل، صحبت کرد و بعداً اعتراف کرد که از قبل از برنامه‌های اسرائیل مطلع بوده است. مقامات وزارت خارجه و دفاع بریتانیا نیز از قصد اسرائیل برای حمله به ایران مطلع بودند، اما اینکه آیا اسرائیل به آنها اطلاع داده یا خیر، به‌طور رسمی تأیید نشده است. بر اساس گفته دو مقام اسرائیلی، دولت اسرائیل از دولت ترامپ خواسته بود که در آستانه حملات به ایران به آنها بپیوندد و کمک کند. برخی از شخصیت‌های کلیدی راست‌گرا، از جمله برخی از متحدان ترامپ، حملات اسرائیل را زیر سؤال بردند و از خطر جنگ آمریکا با ایران هشدار دادند.
در هفته‌های منتهی به حملات اسرائیل به ایران، دولت اسرائیل با فشارهای بین‌المللی به دلیل خطر قحطی در غزه و کشتار غیرنظامیان مواجه شد. حتی نزدیک‌ترین متحدان اسرائیل در اروپا نیز از قحطی در غزه انتقاد کرده بودند و اتحادیه اروپا اعلام کرده بود که قرارداد تجارت آزاد با اسرائیل را بازنگری خواهد کرد. کارشناسان سیاسی و روزنامه‌نگارانی مانند خاویر ابوعید، تامارا دیویسون و کیومرث صمدی اظهار کردند که حمله به ایران باعث انحراف توجه از اقدامات اسرائیل در غزه شده است. نسرین مالک گفت این حمله تلاشی از سوی اسرائیل بود تا اروپایی‌هایی را که از اقدامات اسرائیل در غزه بیگانه شده بودند، دوباره به سمت خود جلب کند. روابط اسرائیل با ایران عامل وحدت‌بخش بین اسرائیلی‌های چپ‌گرا و راست‌گرا بود. روز قبل از حمله به ایران، اسرائیل زیرساخت‌های ارتباطی غزه را نابود کرد و ارتباطات غزه با جهان خارج را قطع کرد.

## انتخاب نام عملیات
بر اساس گفته برت مک‌گرک، مقام سابق سیاست خاورمیانه آمریکا، نام عملیات به احیای نشان شیر و خورشید اشاره دارد که تا انقلاب ۱۳۵۷ نماد ایران بود. روزنامه جروزالم پست گزارش داد که نام عملیات از کتاب اعداد در کتاب مقدس گرفته شده است:
«اینک قومی همچون شیر ماده برمی‌خیزد و چون شیر نر خویشتن را برپا می‌دارد.»
— اعداد ۲۳:۲۴

## تصمیم نهایی
در سخنرانی اعلام حمله اسرائیل، نتانیاهو گفت: «برای دهه‌ها، رهبران تهران آشکارا خواستار نابودی اسرائیل بوده‌اند. آنها این سخنان نسل‌کُشانه را با برنامهٔ تسلیحات هسته‌ای همراه کرده‌اند.» نتانیاهو گفت اسرائیل حمله کرد زیرا «اگر ایران متوقف نشود، می‌تواند در مدت بسیار کوتاهی سلاح هسته‌ای تولید کند. ممکن است یک سال یا حتی چند ماه کمتر از یک سال طول بکشد.» بنابراین، نتانیاهو آغاز عملیات «شیر برخواسته» را اعلام کرد، یک اقدام نظامی که تأسیسات اصلی غنی‌سازی ایران در نطنز، دانشمندان هسته‌ای و بخش‌هایی از برنامه موشکی بالستیک ایران را هدف قرار می‌داد. او اعلام کرد که این عملیات «به تعداد روزهای لازم ادامه خواهد یافت». نتانیاهو تلاش‌های هسته‌ای ایران را «خطری آشکار و حاضر برای بقای اسرائیل» توصیف کرد و تأکید کرد که با این اقدام «از همسایگان عرب خود نیز [در برابر تجاوز ایران] دفاع می‌کنیم».
نخست‌وزیر اسرائیل در سخنرانی پس از حمله اعلام کرد که جنگ اسرائیل با دولت ایران است و نه با مردم ایران. نتانیاهو در جریان این رویدادها، کابینه امنیتی را تشکیل داد.

## اهداف جنگ از نظر اسرائیل
طبق نظر اسرائیل، اهداف جنگ اسرائیل با جمهوری اسلامی ایران متنوع است. نخستین و مهم‌ترین دلیل، نابود کردن برنامه هسته‌ای جمهوری اسلامی ایران است که تهدیدی برای بقای دولت اسرائیل به‌شمار می‌رود. دلیل دوم، نابود کردن توانایی پرتاب موشک‌های بالستیک به سمت اسرائیل از سوی جمهوری اسلامی است که تهدیدی برای شهروندان اسرائیلی محسوب می‌شود. دلیل سوم، که کمتر رسمی است، براندازی رژیم از طریق قیام نیروهای مخالف در ایران است که رژیم اسلامی افراطی را سرنگون خواهند کرد.